# Park Kultury-Koltsevaya

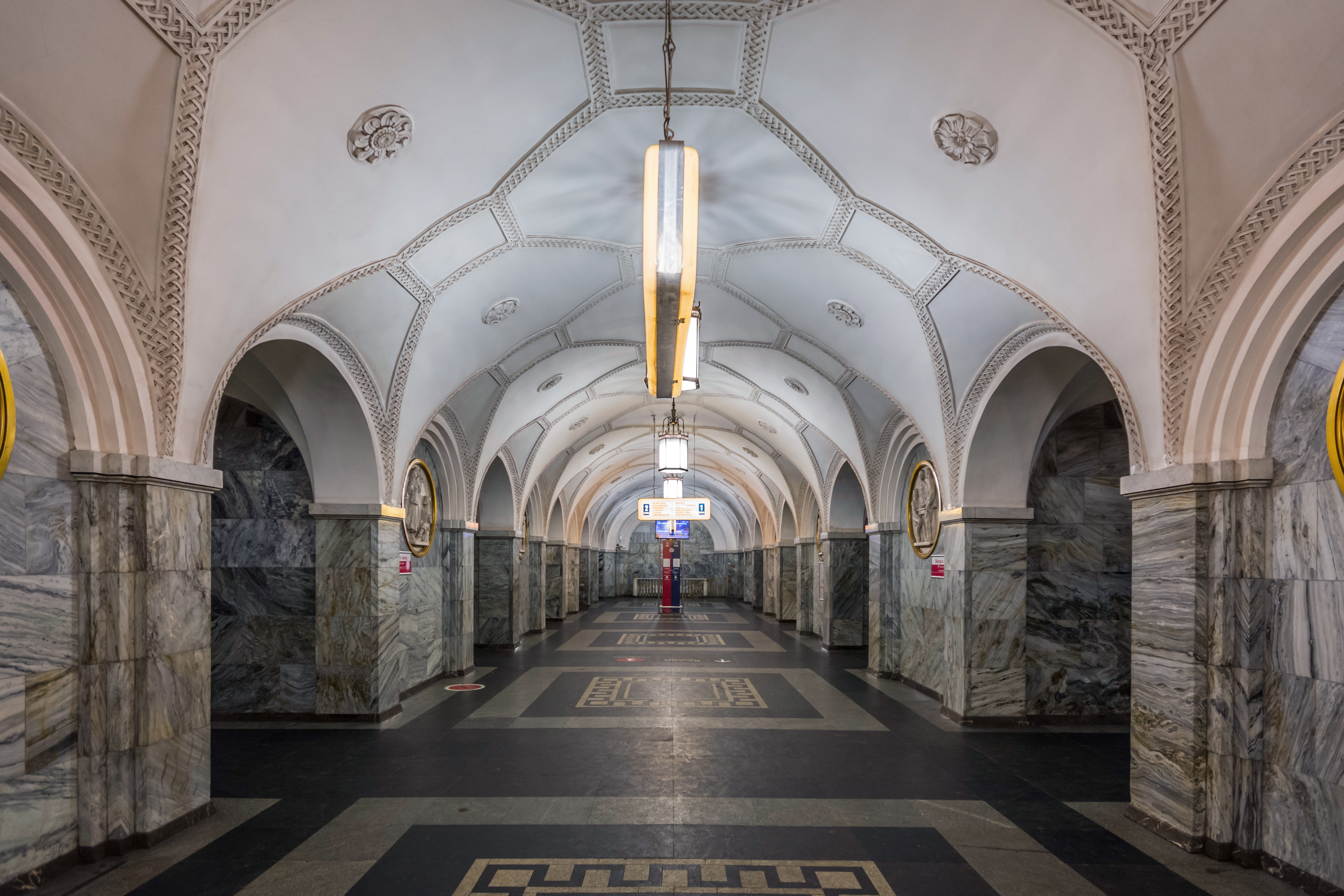
Estación de metro Park-Kultury

Park Kultury (del ruso: Парк культу́ры) es una estación de la Línea Koltsevaya (Circular) del Metro de Moscú diseñada por el arquitecto I.Ye. Rozhin. A veces es nombrada como Park Kultury-Koltsevaya para diferenciarla de la estación con el mismo nombre en la Línea Sokólnicheskaya. El primer sector de la Línea Koltsevaya se abrió el 1 de enero de 1950 con una ceremonia de inauguración (con corte de cinta) que tuvo lugar en esta estación. Park Kultury está decorada con 26 bajorrelieves de forma circular del artista S.M. Rabinovich en los que se representan actividades de ocio de la juventud soviética como deportes, juegos, música y baile. Los pilares de la estación están recubiertos de mármol gris y flanqueados por pilastras en su cara interior. 
El vestíbulo de entrada es un imponente edificio con cúpula de cobre situado en la esquina suroeste de Komsomolsky Prospekt y Sadóvoye Koltsó, justo al oeste del río Moskva.

## Conexiones
Desde esta estación de metro, los pasajeros pueden hacer transbordo a la estación Park Kultury de la Línea Sokólnicheskaya. Sin embargo el cambio de estación no se hace de una forma fácil. Los pasajeros deben subir al vestíbulo y allí volver a bajar por las escaleras que conducen a la estación de la Línea Sokólnicheskaya. Existen planes para crear un atajo que aliviaría el alto tráfico de pasajeros que atraviesan el vestíbulo.

## Imágenes de la estación

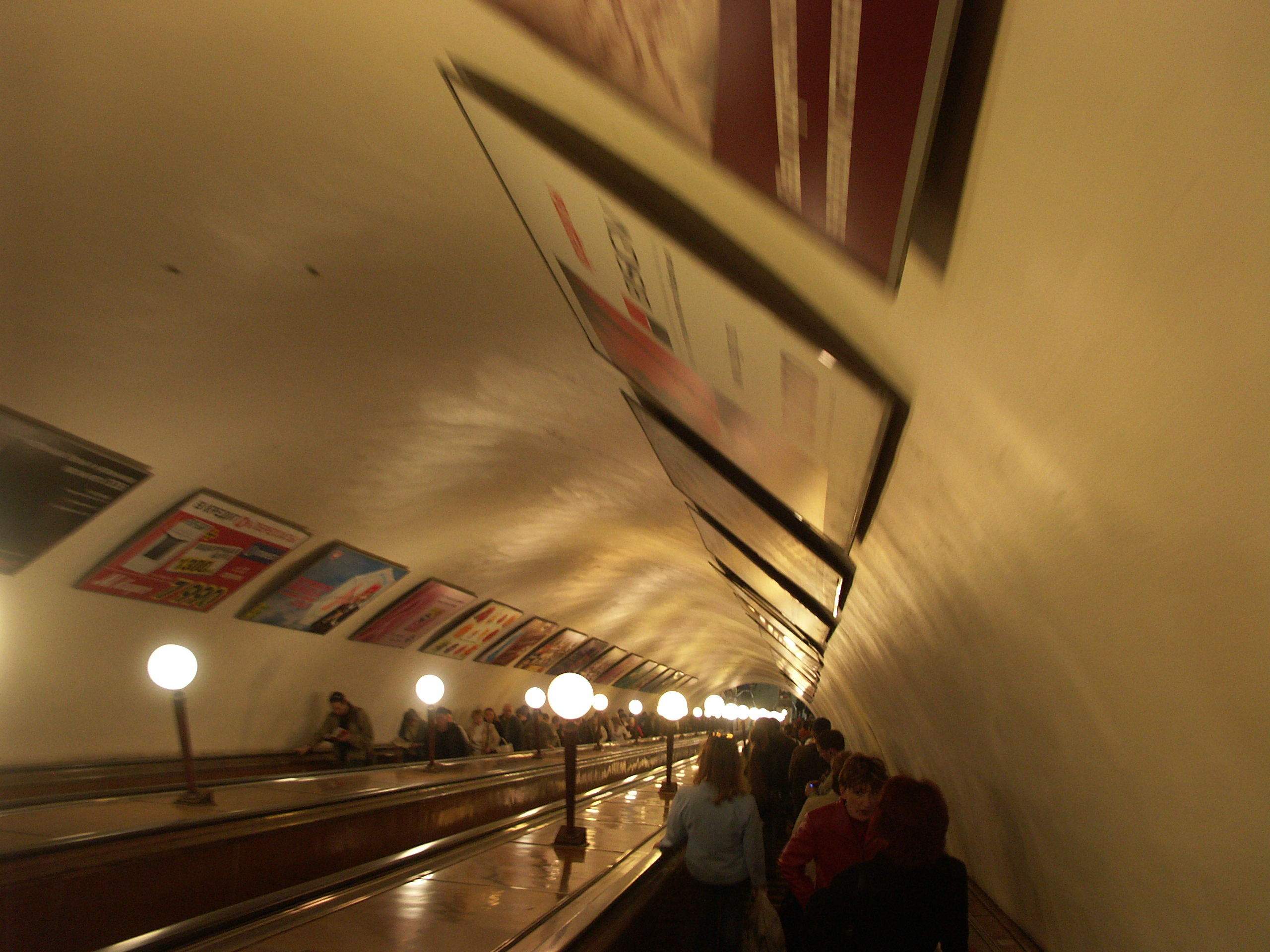
Estación de metro Park-Kultury - escaleras mecánicas